# Correbia flavidorsalis
Correbia flavidorsalis är en fjärilsart som beskrevs av Max Wilhelm Karl Draudt 1915. Correbia flavidorsalis ingår i släktet Correbia och familjen björnspinnare. Inga underarter finns listade i Catalogue of Life.